# 魔的★♦♣がーるふれんど
『魔的★♦♣がーるふれんど』（チャーミー がーるふれんど）は、五十嵐かおるによる日本の漫画作品。ちゃお2003年5月号から2004年5月号にかけて連載された。

## あらすじ
元気いっぱいの中学二年生・虹色茜の宝物はおばあちゃんにもらったお守りの指輪。茜が転入した学校はなんと魔法使いが通う魔法学校で、茜が持ち歩いている指輪は不思議な魔法の指輪だった。

## 登場人物
虹色 茜（にじいろ あかね）
本作の主人公。5月5日生まれ。14歳。好物はオムライスで、苦手なものはピーマン。運動神経抜群で強い正義感と根性の持ち主。
小さい頃おばあちゃんにもらった指輪を大切にしているが、それが魔法界の伝説の指輪だったため、魔法使いの町に近いおばあちゃんの家から魔法学校に通うことになった。茜自身は普通の人間で指輪の魔法は本当に困った時にしか使えず、藍たちに友情の魔法のブローチをもらって普段から魔法が使えるようになった。
神林 藍（かんばやし あい）
6月17日生まれ。14歳。茜の親友。クラスの学級委員で頭脳派の美少女。一見クールでミステリアスだが情に厚く、茜をいつも助けてくれる。
内山田 緑（うちやまだ みどり）
3月20日生まれ。14歳。茜の親友。内気だが心の優しい女の子。甘いものが大好き。当初は桃子たちのグループに属し、桃子に脅されて仕方なく茜に嫌がらせをしたが、茜の指輪の力で助けられたことで桃子のグループから離れ、茜たちの仲間になった。茜のことが大好き。
橘 都黄（たちばな とき）
10月30日生まれ。茜のクラスの学級委員で名門橘家の御曹司。魔法学校でも有名な優等生で、クールだが優しい性格の美少年。甘い物は苦手。茜のことが少し気になっているらしい。
鈴風 柑太（すずかぜ かんた）
茜のクラスメイトで都黄の親友。明るく社交的な性格で、転入直後の茜にも声をかけて仲良くなった。緑とセットで描かれることが多い。
ピィ
魔法生物の子供で茜のペット。凶暴なドラゴン「ダークエレメント」の子供だったが、茜の指輪の魔法で無害化され、はぐれていた両親とも再会した。
姫城 桃子（ひめじょう ももこ）
茜のクラスメイトで名門姫城家の令嬢。都黄に片想いしている。魔法使いでもないのに都黄と親しい茜や藍を目の敵にし、二人の取り巻きを率いて茜たちの邪魔をして茜を魔法学校から追い出すと同時に茜の指輪を手に入れようと企む。
天沢 紫音（あまさわ しおん）
二部から登場。転校早々茜に告白してきた謎の転校生。橘家にコンプレックスを持つ父親に都黄と比較されてきたため、都黄を憎んでいる。都黄たちを罠にはめて茜の指輪を奪うことが目的だった。そのため、茜の指輪もピィも当初から紫音を警戒していた（指輪は紫音が茜に触れた途端に強い静電気を発し、初見から紫音に怯えていたピィは極力彼と関わらないよう避けていた）。

## 書誌情報
1. 2003年10月25日発売、ISBN 978-4-09138441-6
2. 2004年6月1日発売、ISBN 978-4-09138442-3